# Cocido madrileño
El cocido madrileño es uno de los platos más representativos de la cocina de Madrid. Consiste en un guiso cuyo ingrediente principal son los garbanzos y los secundarios, aunque con gran protagonismo, diversas verduras, carnes y tocino de cerdo con algún embutido. Su origen es humilde y era consumido inicialmente por clases más bajas, llegando poco a poco a la alta sociedad debido a su inclusión en los menús de los restaurantes. Comparte origen con el "cocido montañés" o el cocido maragato, entre otros cocidos y potajes que se realizan en toda la geografía española, y algunos autores lo consideran evolución del cuscús bereber, otros de la olla podrida y otros de la adafina hebrea y culetraba. La popularidad de esta receta se ha extendido desde Madrid al resto de España. El garbanzo fue introducido en España en la época de Cartago y posteriormente utilizado en los cocidos sefarditas de la edad medieval.
Se trata de un plato único, habitual en los meses fríos de invierno. La forma más clásica de servirlo a los comensales es separando sus ingredientes, ya cocidos, en tres servicios claramente separados. Estos servicios se denominan tradicionalmente como vuelcos: el primero contiene el caldo resultante de la cocción de todos los ingredientes, el segundo le corresponde a los garbanzos junto con las verduras y patatas y el tercero, denominado el de las viandas, se trata del que contiene las carnes. Se come en este orden. En la actualidad es un plato frecuente en los restaurantes madrileños y se resume en dos vuelcos (primer plato: sopa y segundo plato: garbanzos y carne).

## Historia
Su origen madrileño es más bien incierto. La mayoría de los historiadores culinarios apuntan a una evolución de la olla podrida manchega (mencionada habitualmente en la literatura del Siglo de Oro). No obstante aparece con la denominación de madrileño en este plato ya a finales del siglo XVII. La identificación con la capital de España se hace en un periodo que va desde finales del siglo XIX hasta mediados del siglo XX. Durante esa identificación el plato tuvo que ser aceptado por la clase burguesa española y por la Corte española, algo que ocurre cuando aparece en los menús de los restaurantes y abandona su lugar en las tabernas y figones.

### Los inicios

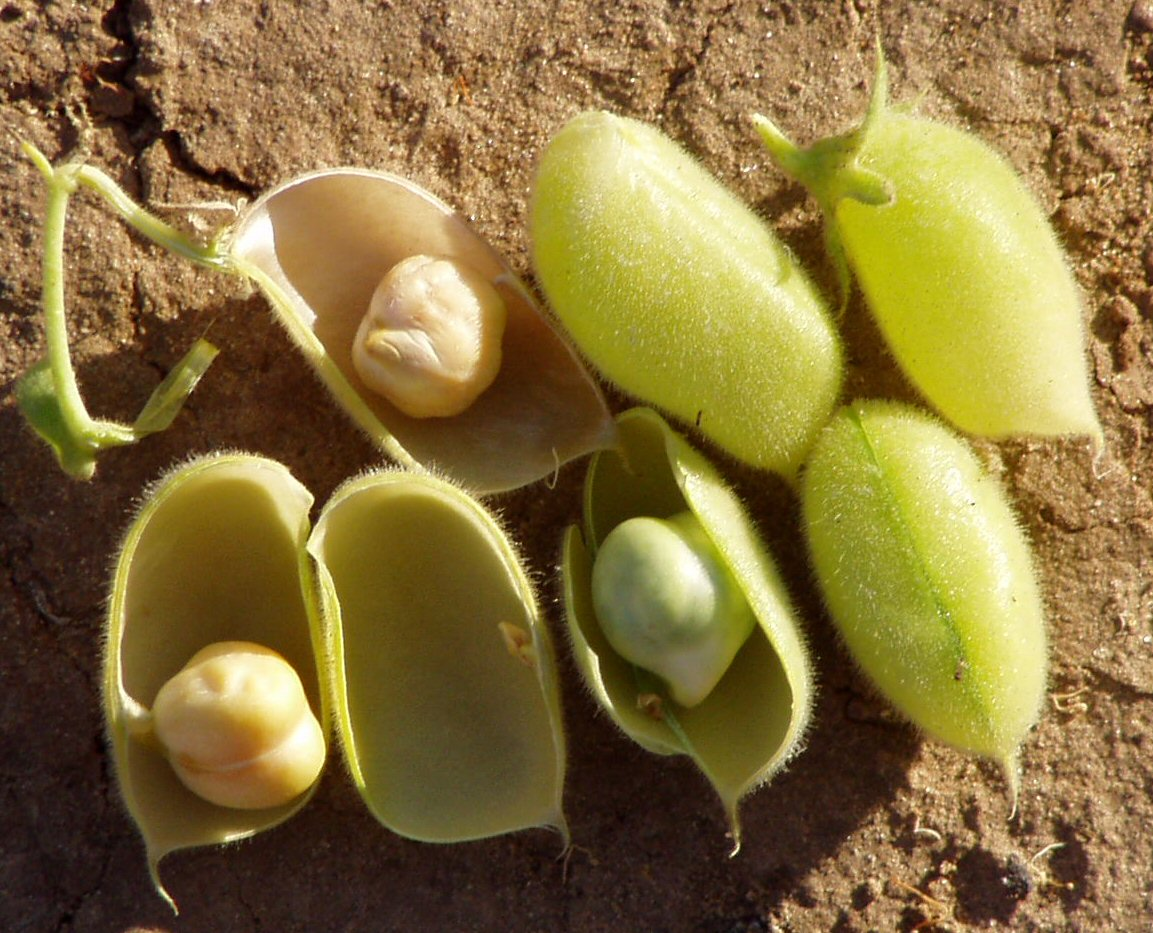
Vainas de garbanzos verdes, antes de ser desecados.

Los garbanzos se introdujeron en Europa a través de Asia occidental. En el poema de Gilgamesh se menciona en la tablilla IX con el nombre de kibati, mencionándose que: «el kibati se planta en los campos del ziqquarrat» (cima de las montañas). Entre los egipcios era habitual el garbanzo como ingrediente (denominado arshá), se sabe que lo empleaban en guisos con vaca, pero desconocemos las técnicas culinarias empleadas. Los espartanos elaboraban un estofado perpetuo a base de sangre y carne de animales, se desconoce si utilizaban legumbres. En la Ilíada se cita con la denominación erebinthos aunque también era conocido en Grecia por krios. En Roma las legumbres no eran muy populares y muestra de ello es la cantidad de "motes" dados a los personajes Marcus Tullius Cicero (garbanzos - Cicero), Fabio (habas) y léntulo (lentejas). Uno de los personajes más cómicos de Plauto denominado Pultafagónides significa: comedor de garbanzos. El gastrónomo romano Marcus Gavius Apicius en su libro 'De re coquinaria' los menciona en dos recetas del libro V parte VIII: Faseoli et Cicer (Judías y Garbanzos) que se sirven de forma muy simple a base de garbanzos, judías verdes y aliñado con comino, sal, aceite y un poco de vino. Comer garbanzos era para los romanos indicio de pertenecer a un pueblo inferior y bárbaro. El garbanzo era, por el contrario, muy popular en Cartago. Es muy posible que los cartagineses introdujeran en la península ibérica el consumo de esta legumbre.
La cocina andalusí inspirada en libros como el Kitāb al tabīkh del siglo XII ya describe recetas con garbanzos. En la zona cristiana de la península los Conventos preparaban guisos multitudinarios para los pobres que eran denominadas sopas bobas, en estas residencias en Cuaresma se preparaban potajes de vigilia. En el mismo periodo Alfonso X el Sabio glosaba en sus Siete Partidas las cualidades y defecto de la garvança. Lo más probable es que ambos, andalusíes y cristianos, comieran los garbanzos aplastados en una masa similar a gachas (o más precisamente: como si de un humus se tratara). En los países anglosajones, debido al poco consumo que hacen, a menudo lo confunden con el guisante.

### La adafina sefardí
Fueron los judíos sefardíes los que posiblemente introdujeron el uso del garbanzo en pausado estofado en la cultura culinaria española de la época. La adafina ya se puede considerar un cocido o un potaje tal y como los que ahora se realizan por toda España. Tenía unas pocas variaciones como, por ejemplo, que no usaban carne de cerdo, y la carne, básicamente ternera y aves, era desangrada según la tradición kosher. Otra diferencia era que se cocían unos huevos que luego eran presentados partidos en cuatro trozos junto con los garbanzos y verduras. Se cree, sin embargo, que el uso de carne de cerdo no fue un añadido "cristiano", sino que fueron los marranos (nombre con el que se conocía a los judíos conversos) los que comenzaron a introducir chorizo, tocino y, sobre todo, morcilla (que por contener sangre era el manjar porcino doblemente prohibido por su religión) todo ello para acreditar su conversión y evitar problemas con la Inquisición. El plato ya tenía los tres vuelcos que todavía conserva el cocido madrileño y muchos otros cocidos españoles. La palabra actual que denomina garbanzo es de origen mozárabe: arbanço y adquirió la g por influjo de varias legumbres, como la algarroba (gálvana).
La Adafina (y otros cocidos similares como puede ser la Chamin) y la técnica del cocido pausado en general, es muy adecuada a la forma de preparar los alimentos en el Sabbat (sábado). Durante el Sabbat las normas judías prohíben estrictamente cocinar. No así otras actividades de supervivencia como es calentarse, poner madera en un fuego, etc. De esta forma era costumbre poner la noche del viernes todos los ingredientes en una olla de barro y colocarla estratégicamente cercana al fuego. Llegada la hora de comer se volcaba el contenido en un plato y se procedía a comer. Este efecto de volcar, con el objeto de evitar los trabajos del sabat, dio lugar a los vuelcos. De la misma forma obran los judíos del Norte de Europa (Askenazís) en la elaboración culinaria del cholent, cocido similar elaborado con cereales y legumbres diversas. Hoy en día elaboran estos cocidos en ollas de cocción lenta capaces de mantener el cocido elaborándose durante varias horas.

### La olla podrida castellana
La popularidad de la técnica culinaria se extendió por el territorio durante la Reconquista y fue dejando diversas variantes de cocidos. El garbanzo es llevado a América por los españoles y allí es posible que se elaboraran cocidos con esta legumbre. El garbanzo empieza a hacerse popular en la culinaria española, tal y como puede verse en la obra de Stephanus Rodericus (1559-1638) titulada «De potu refrigerato» en la que lo llega a denominar: "La cebada nacional" y sitúa su origen en Hispania en la época de Cartago. Una de las variantes más conocidas es la olla podrida que era famosa por la abundancia y diversidad de ingredientes. El plato llegó a ser tan popular que de él se tienen diversas referencias literarias durante los siglos XVII y XVIII. De esta forma Sancho Panza lo menciona en la novela Don Quijote de la Mancha y Estebanillo González. Todas estas menciones hacen ver que los cocidos (ollas) elaboradas con garbanzos eran ya muy populares y pronto se conocieron fuera de España, en Francia, donde según algunos autores españoles, de clara influencia española elaboran el pot-au-feu aunque el pot-au-feu no lleve garbanzos y ya existiera desde tiempos inmemoriales. Ya en el Siglo de oro otros cocidos con garbanzos en el España como era la olla gitana y la olla morisca. En estas épocas a los cocidos se les denominaba ollas (por el recipiente empleado en su elaboración). La primera receta de la Olla podrida la proporciona Domingo Hernández de Maceras en su libro de 1607 titulado "Libro del arte de cozina". De igual forma Francisco Martínez Motiño en 1611 en su tratado de Arte de cozina, pasteleria, vizcocheria y conserveria (en esta receta aparece sin garbanzos). La receta en el siglo XVII era muy conocida y extendida a lo largo de toda la península ibérica, dando lugar a variantes regionales.
En algunos casos se hace patente la cuestión planteada por Dionisio Pérez en su libro Guía del buen comer español acerca de si el cocido madrileño es originario de la olla podrida o por el contrario de la adafina, la fórmula de la siguiente manera: «¿es madrileño neto o castellano viejo?». Sea como sea el plato nace de la costumbre existente de comer garbanzos que ha existido siempre por la zona de Castilla. Los orígenes del cocido bien pueden haber sido, tanto la adafina como la olla podrida. En un momento indeterminado del siglo XVIII se viró desde la denominación de olla a la de cocido y este cambio no ha sido bien explicado en la actualidad por los investigadores culinarios.

### La cocina romántica
La olla podrida sigue su avance en el siglo XVII y XVIII, a pesar de ello su popularidad no llega a la Corte. De esta forma En el libro editado en 1888, escrito por el Dr. Thebussem y titulado "Un Cocinero de su Majestad", titulado «La mesa moderna», se defiende brillantemente la reaparición, en la mesa real, de la olla podrida. Algunos autores gastrónomos como Alexandre Dumas, tras su viaje por Madrid, menciona al garbanzo como una legumbre semejante al guisante dura como la bala de un fusil a pesar de su larga cocción. Y describe una receta en su «Grand Dictionnaire de cuisine» tan disparatada que en boca de algunos autores es seguro que se la facilitaron por broma. El cocido era ya a finales del siglo XVII un plato diario y muy habitual en las casas madrleñas, servido todos los días excepto los viernes de vigilia. Es conocida la composición de estos primigenios cocidos madrileños que se componían de cien gramos de garbazos, a los que se añadía sesenta gramos de tocino de cerdo, un cuarto de kilo de vaca y alguna verdura estacional. Esta composición de los cocidos del siglo XVIII era la más habitual para las clases más acomodadas. El cocido acompañaba a las sopas de ajo, el pescado o los huevos de vigilia, todos ellos eran los platos más habituales de los madrileños de la época. La monotonía en el diseño de los menús era la característica dominante del tiempo. Otro viajero inglés, Richard Ford en 1848 en su «viaje por España» indica en su descripción de la capital española como los trabajadores comen este plato a mediodía.
La situación durante finales de siglo XIX es que el cocido empieza a dejar de ser del pueblo llano y sube a las clases más favorecidas. Es en el siglo XIX cuando comienza a ser servido en los restaurantes y hoteles de lujo, uno de los restaurantes más lujosos de Madrid ya lo ofrece en su menú allá por 1890. Empieza a ser menú habitual en la Corte española. Ya Mariano José de Larra en un artículo titulado “El Castellano Viejo” menciona como las clases acomodadas imitan a las aristocracias, mientras se sirven un cocido. Lo habitual de este plato en la alimentación de los madrileños viene soportada por los datos de los mercados de abastos de mediados del XIX, los datos indican que los madrileños de la época ingerían de media unos cuarenta gramos de garbanzos diarios (lo que puede acercarse a una ración de este plato). Ya a comienzos de siglo XX algunos autores pretendieron hacer del cocido madrileño el denominado cocino nacional o cocido español esta idea quedó reflejada en la literatura, pero no llegó a calar profundamente en la denominación popular del plato, donde hoy en día se sigue mencionando con el apelativo de madrileño. Ya el cocinero de la infanta Isabel Don Cándido Collar publica una de las primeras recetas del cocido, precisamente el servido en la Casa Real.

### El cocido moderno

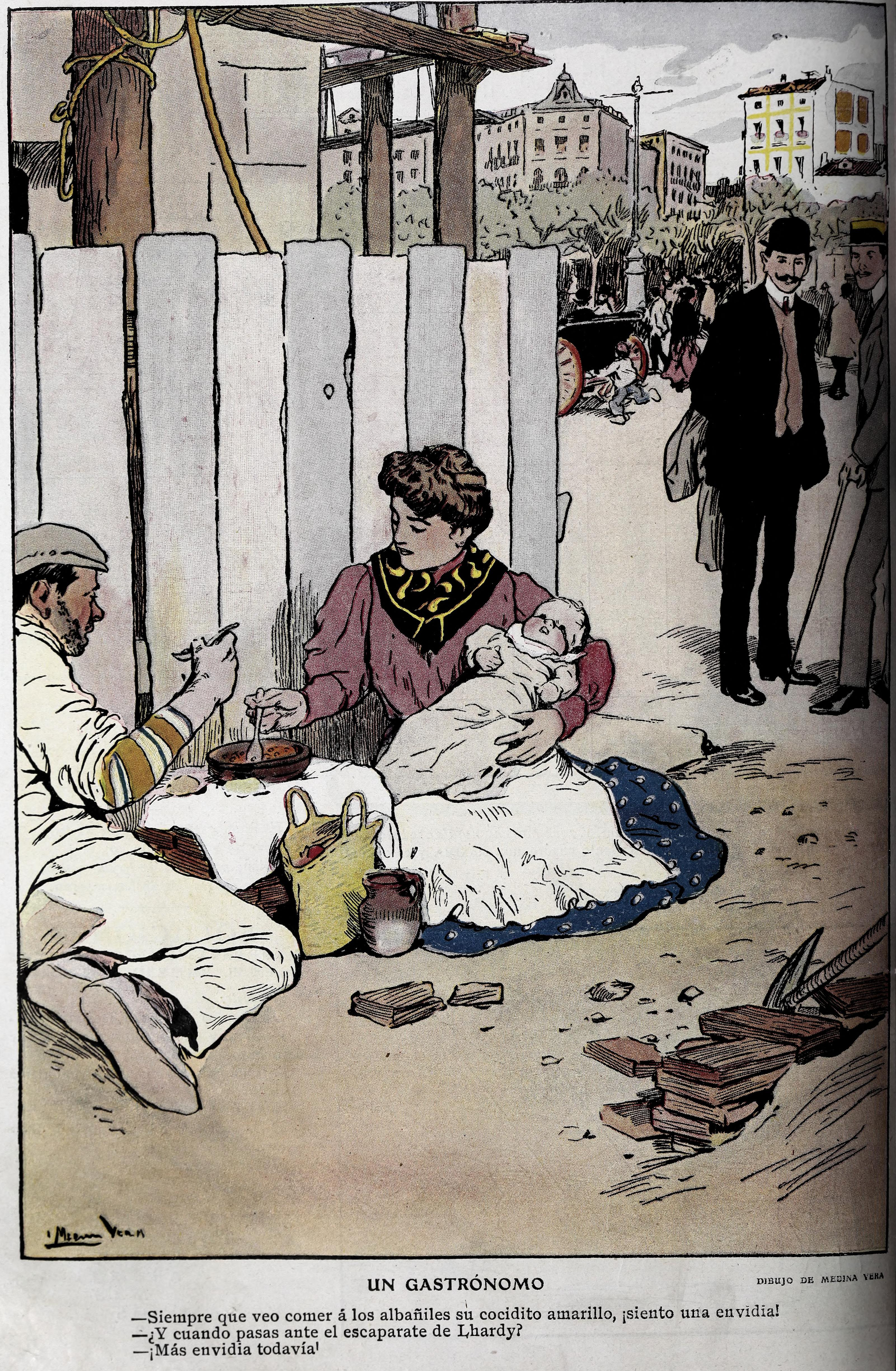
«Un gastrónomo» de Medina Vera (Blanco y Negro, 22 de mayo de 1909)

Ya a comienzos del siglo XX el cocido era servido a todos los estamentos de la sociedad española de la época. Se servía, y era popular, el cocido del lujoso restaurante madrileño Lhardy. En Washington, una asociación culinaria de comienzos del siglo XX y denominada Club Congresional Cook publicó un recetario monumental, donde figura el cocido firmado por Alfonso XIII. La receta fue transmitida en EE. UU. por la radio (Radio WRC).
Es famosa entre los gastrónomos españoles la ilustración de Inocencio Medina Vera en color aparecida en la revista Blanco y Negro del 22 de mayo de 1909 en la que se puede ver un matrimonio de un albañil comiendo un cocido a pie de obra, mientras cruza una pareja bien vestida a su lado. Al verlos uno de ellos exclama: «Siempre que veo comer a los albañiles su cocidito madrileño... ¡Me da una envidia! ...». Este retrato costumbrista ya indicaba un cambio de visión acerca de lo que el cocido suponía para las clases medias de la época. Néstor Luján, en su «Cocina Española», menciona que el cocido madrileño es, antes de la guerra civil española, el plato más popular tras los callos a la madrileña. 
La popularidad a finales del siglo hace que este plato se encarezca a un ritmo muy superior que el de otros platos, los establecimientos hosteleros lo ofrecen a precios elevados. Si bien cabe decir que la ración y calidad del cocido moderno es muy superior en media al del siglo pasado. A veces como parte de un menú turístico en la capital. Poco a poco algunos establecimientos aparecen en la vida madrileña ofreciendo de forma exclusiva el cocido en el menú. La adecuación progresiva a los populares menús del día (generalmente de dos platos), hace que el cocido pase por necesidad de los ritmos de la vida moderna de los tradicionales tres vuelcos a simplemente dos, en el primer plato se sirve la sopa y en el segundo se agrupa en un plato el segundo (garbanzos y verduras) y tercer vuelco (carnes y viandas). No obstante el cocido se sirve hoy en día, de forma ocasional, no posee la asiduidad que tenía antaño, donde era raro el día que no se comiese.

## Características del cocido madrileño

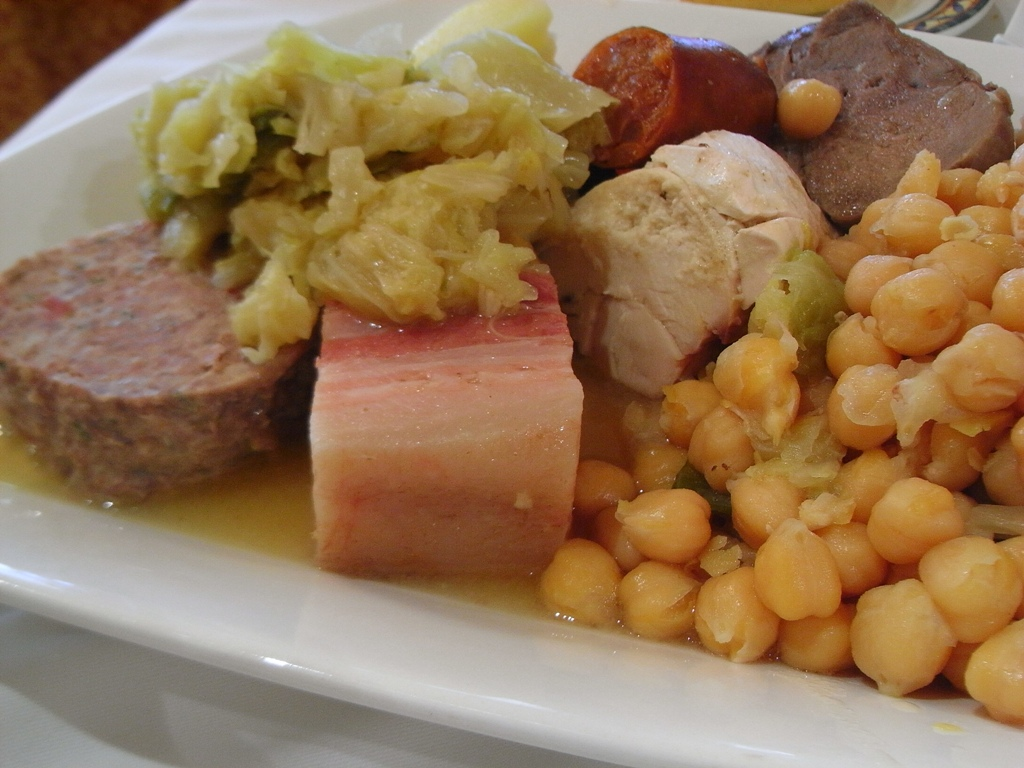
Detalle de los ingredientes de un cocido madrileño servido.

El cocido es un plato de elaboración reposada, algunos autores culinarios mencionan su característica de "hacerse solos", e incluso la de tener "responsabilidad propia", de esta forma Bardají menciona que "si sale mal, él tendrá la culpa, si sale bien él sabrá". De la misma opinión es Luis Antonio de Vega. Con ello se pretende reafirmar que la elaboración del cocido no requiere de operaciones básicas de preparado, características de otros platos, como puede ser el cortado, el pelado de sus ingredientes, etc. Esta es una característica que hace diferenciarse al cocido madrileño con el resto de los cocidos españoles.
Existen diversas composiciones de los ingredientes de un cocido pero básicamente se resumen en el empleo de: garbanzos, carne (de cerdo, de vaca y de gallina), tocino de cerdo y patata. La sencillez de elaboración hace que todos estos ingredientes cárnicos se sumerjan completamente en agua fría dentro de una olla y se dejen a expensas de una fuente de calor durante unas horas. De forma tradicional se ha venido empleando en la cocción ininterrumpida de los ingredientes ollas de barro de base ancha, pero poco a poco en la actualidad se ha vuelto más popular la olla a presión u olla exprés. Esta opción moderna ha causado un debate entre los cocineros, debido a que se alega un sacrificio de sabor en resultado final a favor de un reducido tiempo de cocción. Otra alternativa es el empleo de ollas de cocción lenta que por el contrario mantiene los ingredientes a temperaturas de 80 ªC o 90 ªC durante un periodo prolongado de tiempo con el objeto de realzar los sabores. Es generalmente aceptado que el cocido elaborado un día, alcanza mejor sabor el día después. Aunque si bien es cierto, esta afirmación es tanto más evidente cuanto más rápido se ha elaborado el cocido. La razón de este comportamiento es el tiempo que necesitan las partículas sápidas de los ingredientes para difundirse a lo largo de todos los alimentos. 

### El protagonista: garbanzo

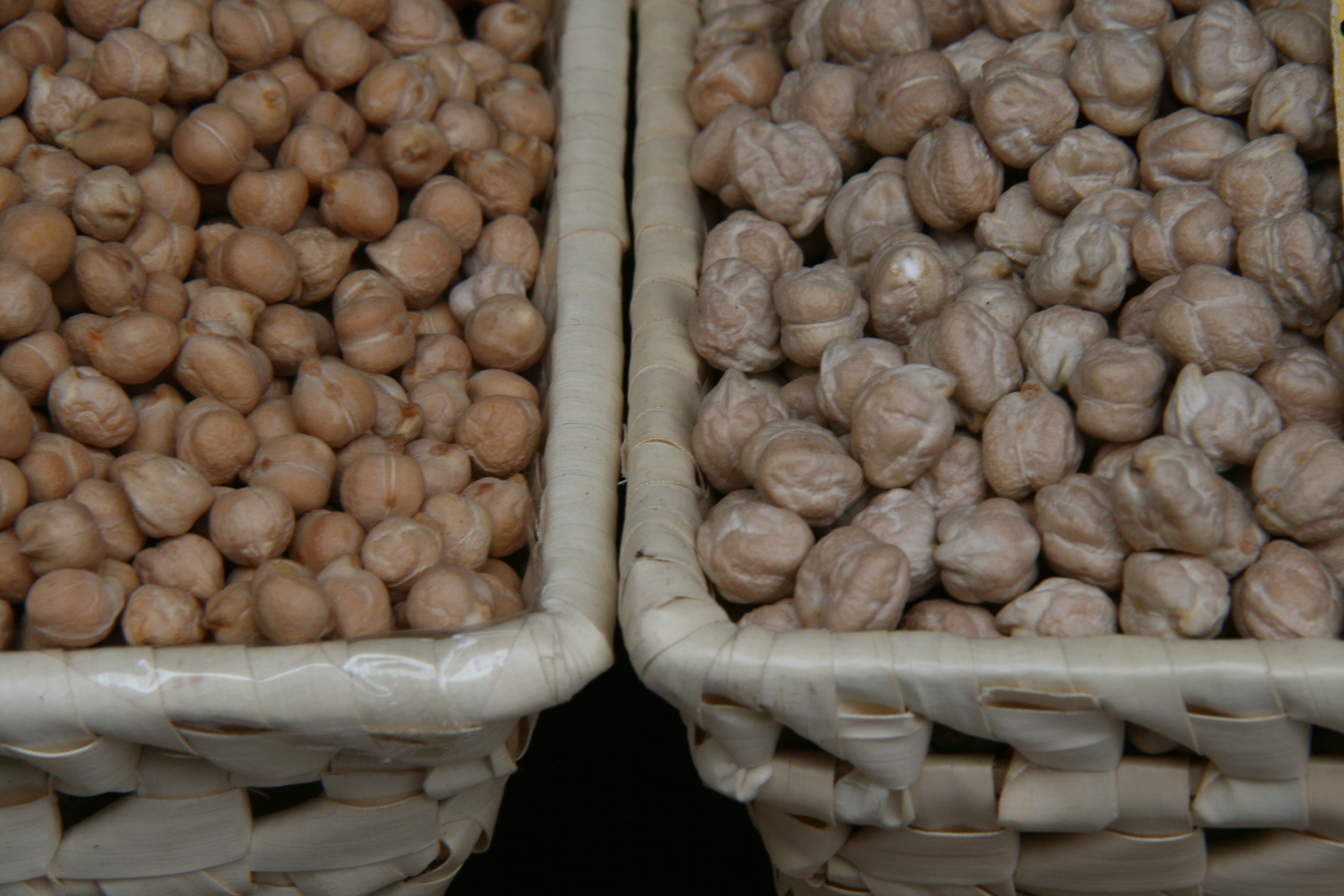
El garbanzo es considerado como el ingrediente protagonista del cocido madrileño. Comparación entre dos tipos de garbanzos. El de la cesta de la izquierda es de Pedrosillo, el de la derecha de Fuentesaúco.

El garbanzo es la única legumbre empleada en el cocido madrileño. Por regla general el garbanzo se recolecta en primavera y se seca lentamente al aire en sus propias vainas, en ramos que se cuelgan en sitios aireados. A comienzos de otoño se maja y se separa la planta del fruto, operación que en Castilla suele hacerse en las eras. Esta operación de lenta desecación hace que se conserve durante largos períodos sin merna de sus cualidades organolépticas. En Madrid para la elaboración del cocido se tiene en gran valoración el garbanzo de la localidad zamorana de Fuentesaúco, suele tener un tamaño mediano o grande con surcos marcados y pico curvo pronunciado. El color de este garbanzo oscila entre una gama que va desde amarillo, blanco, marrón. Es famosa la frase: "el garbanzo y el buen ladrón de Fuentesaúco son". En menos medida se emplea el denominado castellano. Este garbanzo por su sequedad suele ponerse en remojo en una ligera salmuera unas horas antes (generalmente se pone la misma agua de remojo que el salazón que se empleara). El tiempo de remojo suelen ir desde un periodo que va dese las diez hasta las doce horas, dependiendo de la calidad y tamaño del garbanzo. En el argot madrileño se les denominaba gabrieles o grabieles. La dosis media para emplear en el cocido es de mínimo cincuenta gramos de garbanzos por persona, pudiendo llegar a setenta según sea el contenido cárnico. 
Los garbanzos se añaden a la olla justo en el instante que el caldo comienza a hervir. Es costumbre popular asegurar que ninguna agua fría se añada durante la cocción, ya que los garbanzos no se ablandarían quedando finalmente duros. El tiempo de cocción en olla de barro depende del tipo de garbanzo empleado y de la intensidad del fuego, pero puede alcanzar entre las tres y cuatro horas. Debido a la forma de servirlos, los garbanzos suelen ponerse en una bolsa en forma de malla para que puedan ser obtenidos de golpe al final de la cocción y controlar de esta forma su textura uniforme. Durante la primera cocción se forma espuma que debe ser recogida con una espumadera. Algunos autores no aconsejan hacer esta operación de espumado en el cocido madrileño. Los garbanzos junto con las verduras forman parte del denominado segundo vuelco y van servidos tras la sopa. Los garbanzos una vez cocidos deben estar "tiernos como la mantequilla", tal y como sugieren algunos autores. Un indicador de calidad y de buen cocido, es ver que muchos de los garbanzos continúan intactos con su tegumento.

### Las carnes o viandas

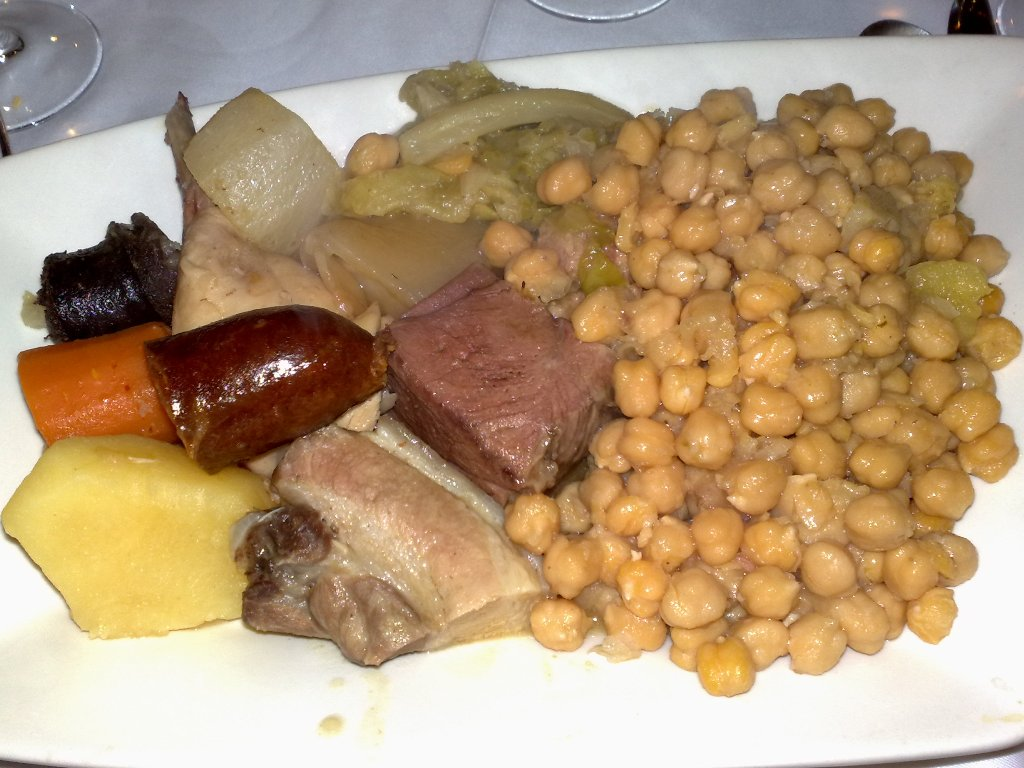
Ingredientes de un cocido servido a un comensal (segundo y tercer vuelco sobre el plato).

Las carnes empleadas en la elaboración del cocido madrileño se pueden dividir en tres clases: las procedentes del cerdo, la de ternera y las aves. Lo ideal es encontrarse con los tres tipos de carnes en su elaboración (en esto se parece a la olla podrida). 
- En el terreno de las carnes de cerdo suele añadirse carne magra y en embutido. Es sabido que el tocino de cerdo ha de ser fresco (existen casos en los que se emplea un tocino rancio, aunque algunos autores lo desaconsejan[3]) y a ser posible entreverado. La proporción de tocino alcanza a una veintena de gramos por comensal.[16] El chorizo empleado debe ser sin ahumar como pueden ser el chorizo de cantimpalo.[20] La cantidad debe similar a la del tocino: alrededor de medio centenar de gramos por comensal. En el terreno de la morcilla se emplea una que aguante la parte final de la cocción, y sobre su uso o no en el cocido hay disputa entre autores.[9][18] No es aconsejable a morcillas de arroz, debido a que resulta más adecuada en la preparación de frituras.[18] Se emplean como magro, las denominadas puntas del jamón, a veces con hueso (que no se presenta en los vuelcos) para que confiera sabor al caldo. Sobre el hueso del jamón proporciona sabor al caldo, se desaconseja que esté rancio. Por último tenemos las manos de cerdo en salazón, previamente desaladas en agua durante un día antes y cortadas longitudinalmente. Estas últimas, en caso de echarse, proporcionan al caldo una mayor untuosidad debido a la gelatina que desprenden durante la lenta cocción.
- Las partes de la carne de ternera empleadas en la elaboración del cocido no son de lo más noble, pero si de las más sabrosas, la más ortodoxa sería el morcillo (pieza pequeña de forma cilíndrica de la maza trasera situada en la parte más baja de la pierna, formando la pantorrilla) o también denominado jarrete y, de poder ser, es preferible el trasero al delantero. Suele ser habitual un centenar de gramos por comensal. Suele ser empleado como sustituto a la espalda, aunque pierde ortodoxia.[18] Al igual que con el hueso de jamón, se emplea hueso de caña (denominado así el procedente de la pata) como elemento rápido para el caldo. La proporción total de carne de vaca suele doblar el peso de garbanzos empleado.[16]
- Las carnes de ave añadidas al caldo casi se pueden reducir a una: la gallina. Es preferible gallina a pollo, debido a que su carne suele aguantar intacta el largo periodo de cocción sin que se deshaga. Se desaconseja que sea muy mayor de edad, daría un desagradable sabor a corral. En las recetas clásicas recomiendan el uso de capones. Es habitual entre las recetas de los cazadores, realizarlos también con palomas zuritas o perdices, pero se sale de la ortodoxia.

Al final de la prolongada cocción lo habitual es servir las carnes troceadas (junto con los huesos de caña) en una fuente separada del resto. Dependiendo de las tradiciones de los lugares, en algunas ocasiones la carne se coloca en una misma fuente con los garbanzos, pero nunca mezclados. Las carnes forman parte del servicio denominado tercer vuelco: todo ello forma parte del "vuelco de las viandas". En la actualidad es costumbre que se sirva la carne junto con los garbanzos y la verdura.

### La sopa o caldo

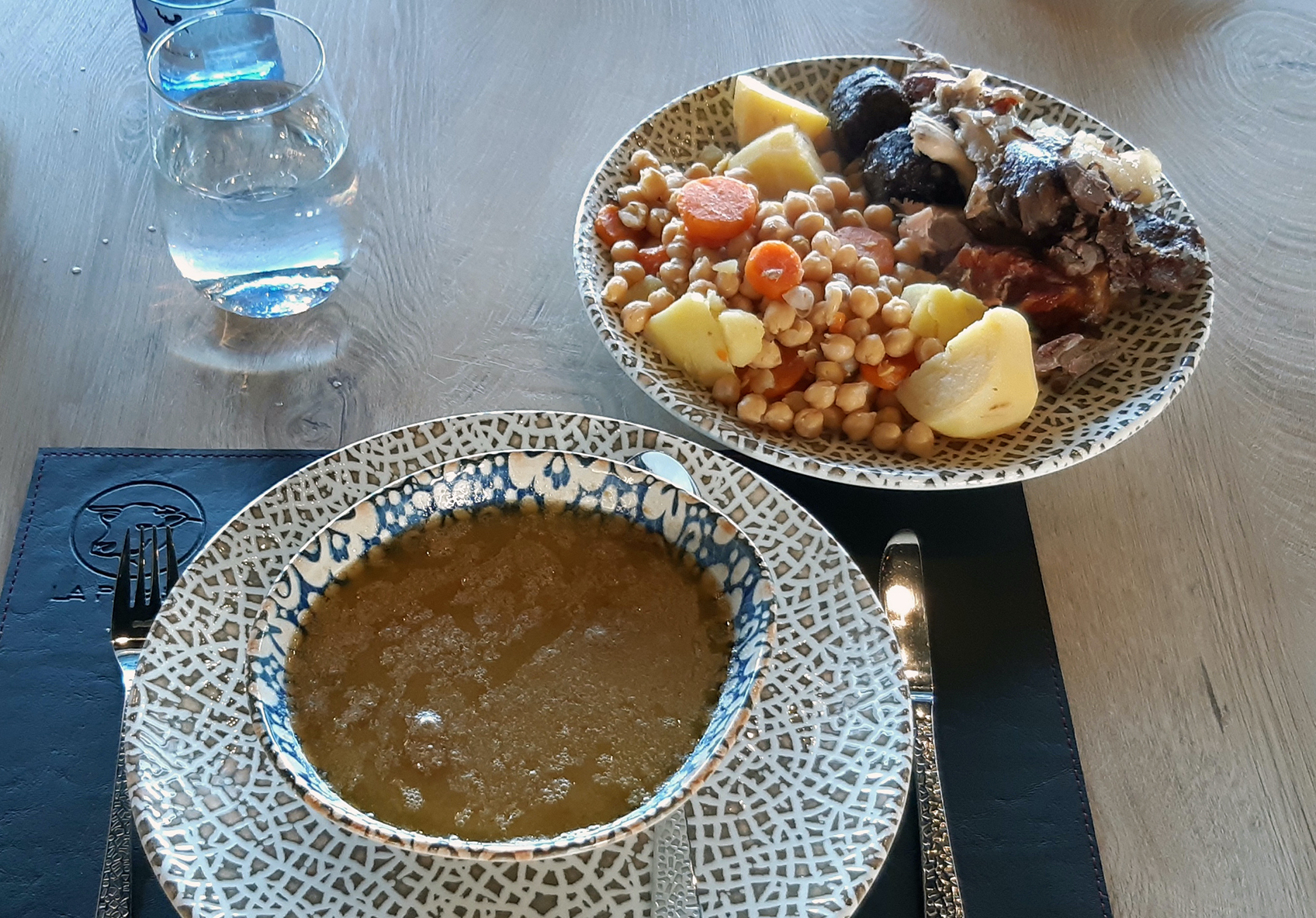
Cocido madrileño en dos vuelcos.

El resultado de la cocción de todos los ingredientes, es decir el caldo, suele separarse del resto de la cocción en lo que se denomina primer vuelco, es decir debe preceder a todo lo demás. Este caldo suele filtrase con una muselina o colador para que no existan trozos de carne o vegetal. Este caldo se solía tomar, tal cual, antiguamente, pero es de tradición más moderna (años cuarenta) que al caldo se le haga una cocción ligera con ingredientes tales como un puñado de pequeños fideos o incluso arroz con el objeto de realizar una sopa, tampoco es raro servirla con unos croûtons decorativos. Este proceso de refinamiento y conversión del caldo en sopa fue posterior. 
También es habitual al servir esta sopa aromatizarla con hierbabuena y añadirle unas hebras de azafrán para dar color final a la preparación. Es el primer servicio que sale a la mesa cuando se sirve el cocido y suele ir acompañado de cebolletas cortadas en bastones y verdes en vinagre, para ir mordiendo mientras se bebe la sopa. En los restaurantes de menú, este primer vuelco suele coincidir con el denominado primer plato.

### Los vegetales
La cocción de los vegetales ha de hacerse por separado (con excepción de la patata), junto con las carnes. Este requerimiento hace que la elaboración del cocido necesite de, al menos, dos ollas. Los vegetales añadidos dependerán mucho de cada cocinero pero, entre los que son habituales, se encuentran el repollo, la zanahoria (los autores puristas suelen desdeñarla de sus ingredientes por dar un sabor dulzón), la acelga, el cardo, la judía verde (al igual que la zanahoria los autores puristas no la incluyen en sus recetarios) y las patatas (incluidas en la parte final de la cocción). Dictan algunos autores [¿quién?] que ninguna de las verduras, a excepción de las patatas, deben cocer con los garbanzos, sino junto a la morcilla, el chorizo (y la bola si se utiliza), aunque no es extraño que en muchas casas se obvien y se cocine todo en la misma olla. En algunos casos se acompaña el cocido con cebolletas crudas que se ponen en la mesa para que los comensales que lo deseen las prueben.
La verdura en la fase final de la cocción se extrae de la olla y se escurre. Es frecuente hacer con ella un sofrito de ajos. Este será el segundo servicio que aparezca en la mesa. Consiste en todos los vegetales junto a los garbanzos. Se suele acompañar con una salsa de tomate con comino que servirá para añadir a los garbanzos. Las verduras se suelen regar con un refrito de ajos picados con algo de pimentón.

### La pelota

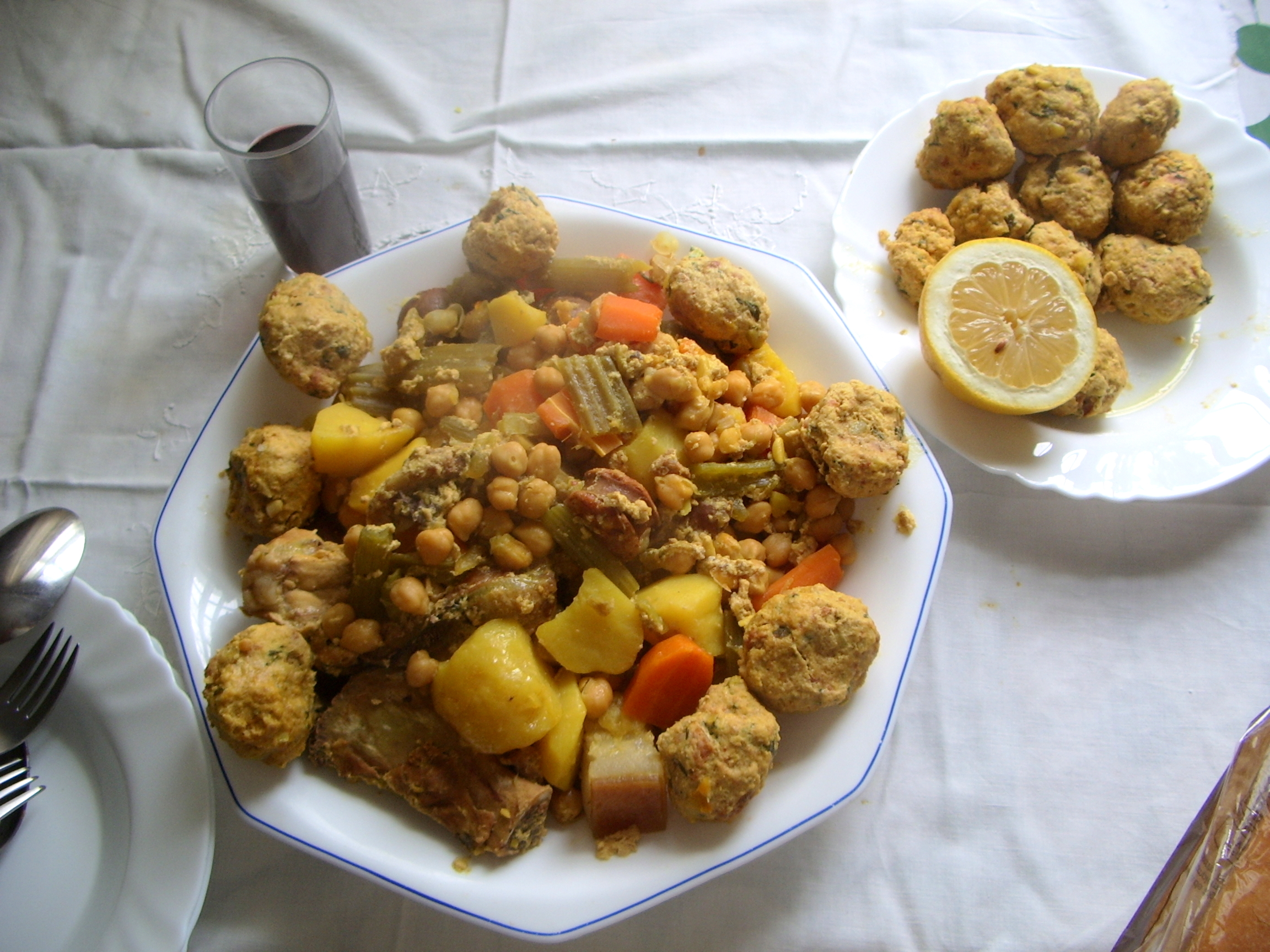
Cocido con 'pelotas' murciano.

La denominada pelota es un complemento del cocido madrileño. Dependiendo de la procedencia del cocinero suele tener diversos nombres relleno, picao, siendo el más genérico el de pelota. La elaboración se suele realizar con el cocido ya elaborado. Con las carnes bien deshilachadas con el tocino se mezclan con especias y se fríen en una sartén con huevo y miga de pan. Todo ello se hace una pelota consistente y se sumerge en caldo del cocido durante una hora. Antiguamente se elaboraba la pelota de forma más humilde, y se empleaba con ingredientes como miga de pan y huevo. Todo ello se freía y luego se cocía con el caldo. Las pelotas se sirven en el tercer vuelco con el material cárnico.
Esta elaboración de la pelota recuerda mucho al Kloß de la cocina alemana (como el Semmelknödel) que acompaña a ciertos platos de carne. Algunos cocineros no mencionan la pelota en sus recetas, y esto ha sido objeto de controversia, máxime cuando otros cocidos regionales si lo poseen, tal es el murciano. Es un producto típico de la localidad murciana de Yecla. Sobre esta guarnición existe una disputa polémica entre diversos autores, algunos lo consideran un elemento autóctono del cocido madrileño, mientras que otros no. Cabe destacar que los primeros recetarios la incluían en la composición del cocido, pero no del madrileño, con lo que queda de manifiesto que definitivamente no es del cocido madrileño.

### El condimento

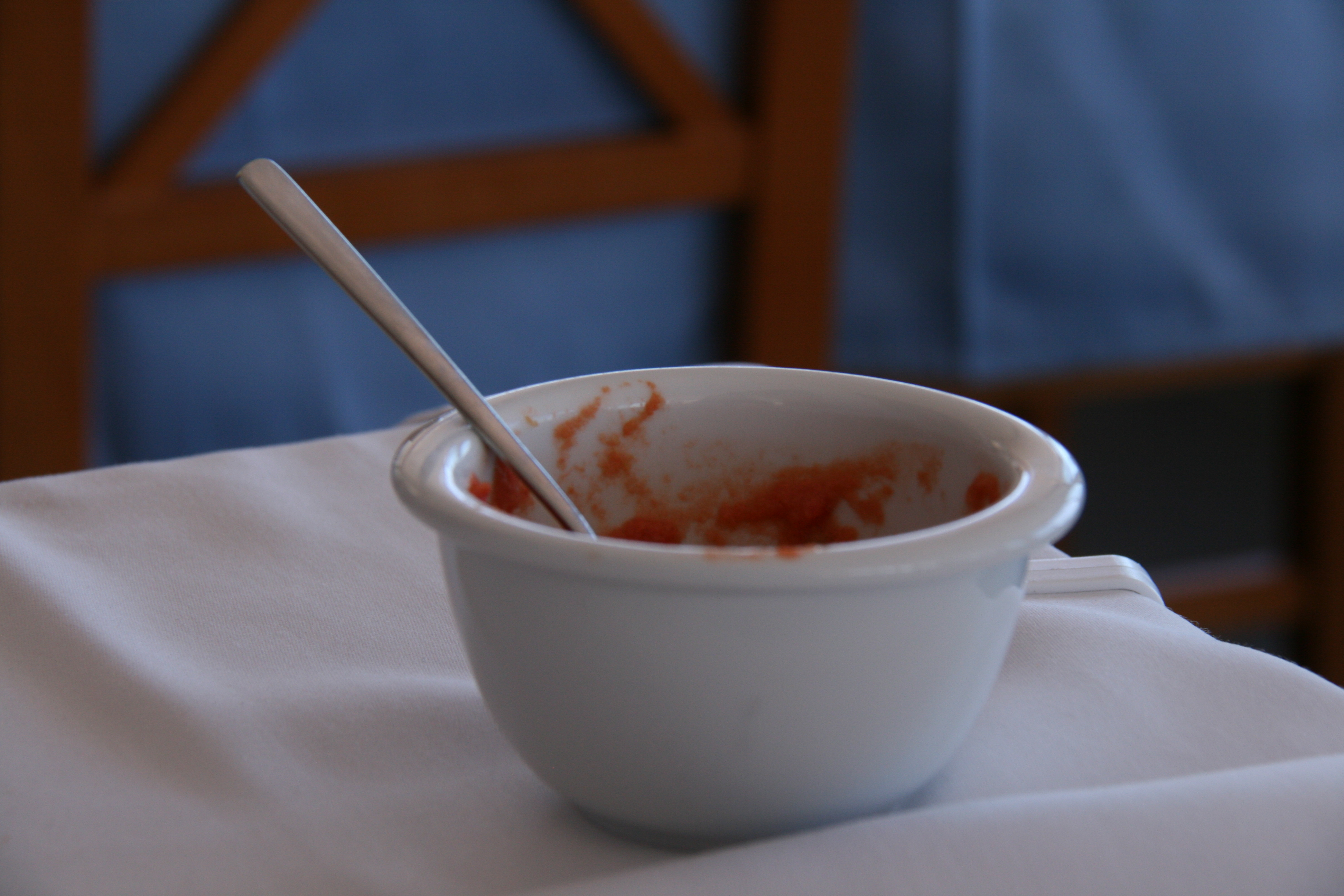
La salsa de tomate aliñada.

Algunos autores mencionan en paralelo con la elaboración del cocido la preparación de una especie de condimento parecido a una salsa de tomate que suele acompañar el segundo vuelco de garbanzos y verduras. Este condimento es muy habitual en el cocido madrileño. Se suele elaborar con tomates picados que se calientan con ajo y comino molido para que aromatice el condimento. Cuando está todo bien deshecho se pasa por un colador chino, y se espesa con el puré de unos pocos garbanzos empleados durante la cocción. Se suele servir aparte en una pequeña salsera y los comensales lo suelen emplear en pequeñas dosis en el vuelco de los garbanzos y verduras.

## Servir
El cocido madrileño, al igual que otros cocidos españoles, debido a su preparación culinaria de cocción de todos los ingredientes al mismo tiempo, requiere de cierto protocolo a la hora de ser servido. Cuando se prepara y finaliza un cocido, los ingredientes se encuentran disponibles para ser servidos en ese mismo instante. No obstante se ha establecido desde antiguo una secuencia de platos en los que se ofrece el cocido. 

### Los tres vuelcos
A cada uno de los ingredientes cocidos se les denomina vuelco, debido en parte al acto de volcar la olla para servir en una fuente o plato los ingredientes que en su interior se encuentran. El primer vuelco es siempre el más líquido, o que más sencillo de fluye entre la trabazón de los ingredientes. Es por esta razón por la que los caldos del cocido se denominan a veces como primeros vuelcos. Los vuelcos pueden ser presentados en la mesa de uno en uno o todos a la vez, dependerá de la costumbre de cada casa o del espacio disponible en la mesa.
Los vuelcos, en resumen se componen de:
1. Primer vuelco - El caldo o sopa.
2. Segundo vuelco - Los garbanzos ('gabrieles') y la verdura sofrita acompañada del condimento de tomate.
3. Tercer vuelco - Las viandas de carne acompañadas de la pelota

## Las sobras del cocido

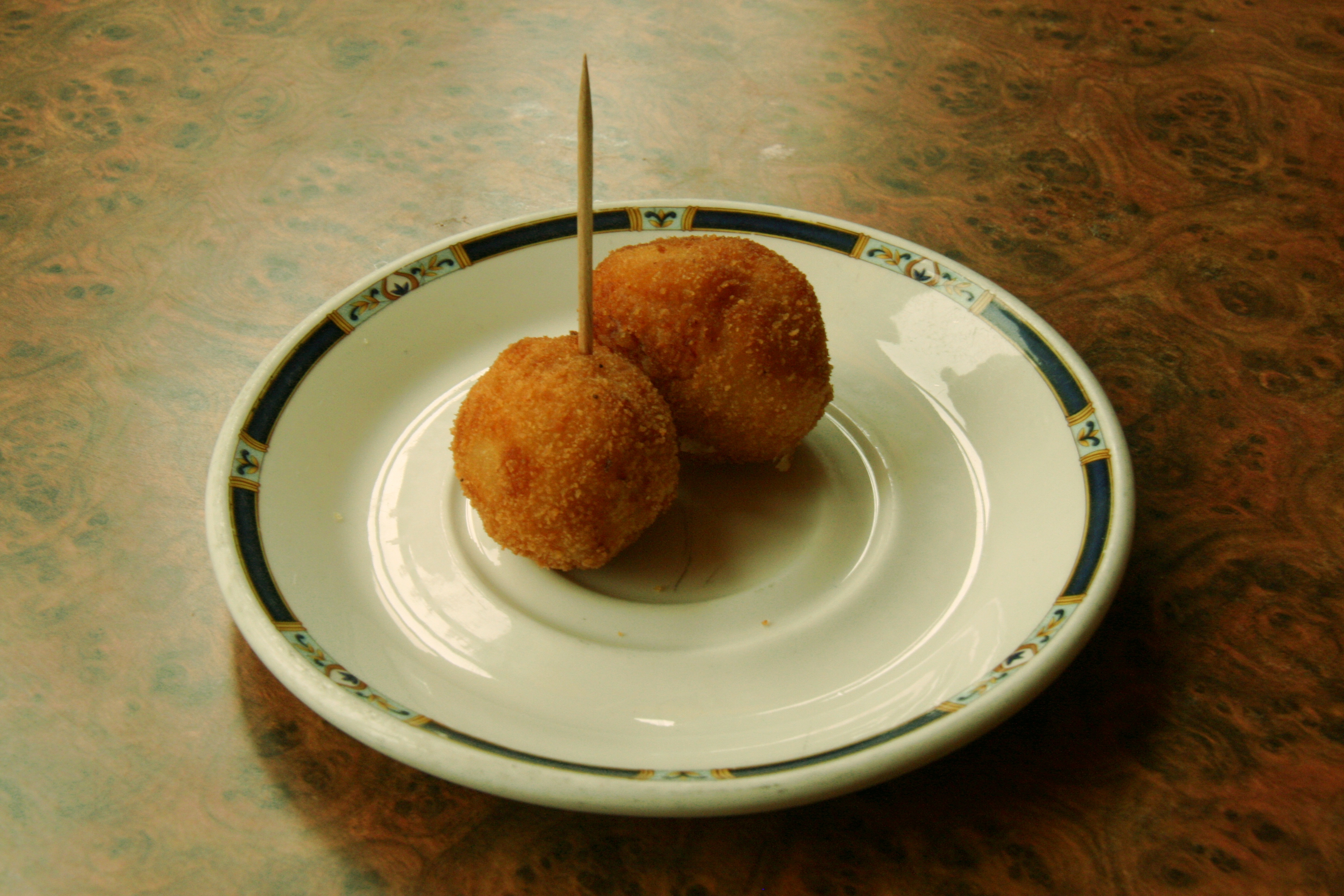
Las croquetas son uno de los más populares platos, origen de aprovechamiento de las sobras del cocido.

Durante los tiempos de carestía fue habitual desarrollar una cocina en la que las sobras eran aprovechadas para realizar nuevos platos. El cocido (en general), quizás sea el plato que más cocina de aprovechamiento ha acumulado. Las razones son que era antes un plato muy habitual, semanal, incluso un par de veces por semana, y que se realizaba por toda España, por lo que las posibilidades de crear nuevos platos a partir de las sobras aumentaban. Estos platos cocinados con las sobras del cocido, son por regla general sabrosos y recuerdan muchos de los aromas del plato.
Entre los platos más destacados se puede citar, la ropa vieja, consistente en un refrito de cebolla, ajo y un poco de harina al que se le añaden garbanzos, tocino, chorizo y algo de carne del morcillo empleado en la cocción deshilachada. A veces con la ropa vieja se suele hacer tortillas. Con las sobras de gallina o jamón ya cocidos se solían, y suelen realizar, las sempiternas croquetas del cocido con rellenos de bechamel, o simplemente elaboradas con la misma pasta de las patatas y garbanzos del cocido. Otro plato de influencia andaluza es la pringá, donde en unos molletes de pan blanco al que se le quita la miga, se añaden muy picado todos los trozos de carne, se aprieta para que el pan se empape con todas las sustancias y se deja reposar unas horas; se deglute después de añadírsele un chorro de aceite.
Otro plato derivado del cocido es la sopa, a partir del propio caldo del que se pueden realizar diversas sopas. Aunque más que sobra lo que se suele hacer es colocar un cazo con agua hirviendo mientras se realiza el cocido e ir eliminando caldo a un tercer cazo, mientras se repone del segundo con agua. El resultado suele ser un caldo menos sustancioso y gustoso, pero en una mayor cantidad. Las sopas más populares elaboradas con este fondo de caldo se suelen hacer con fideos, un puñado de arroz, o incluso una verdura cortada en juliana.

## Nutrición
Desde el punto de vista nutricional un cocido posee todos los elementos necesarios para la alimentación. Por un lado los garbanzos, patatas y verduras son un aporte de hidratos de carbono y fibra. Por otro lado las viandas de carne ofrecen un aporte de proteínas, a lo que el propio garbanzo aporta como legumbre. Los garbanzos son deficientes en los aminoácidos azufrados metionina y cisteína, mientras que las carnes añadidas al cocido equilibran este aporte.<ref>

## En la cultura popular
Una de las popularizaciones cantadas de este plato se hace en los años 1950 con el cantante José Blanco Ruiz, que dedica una canción al cocidito madrileño.
También es conocida la versión de la misma canción interpretada por Manolo Escobar.